# Ciclismo ai Giochi della XXXII Olimpiade - Omnium maschile
Le gare di omnium maschile dei Giochi della XXXII Olimpiade si sono disputate il 5 agosto al velodromo di Izu, in Giappone. 
La competizione ha visto la partecipazione di 20 atleti di altrettante nazioni. La medaglia d'oro è stata vinta dal britannico Matthew Walls.

## Programma
Tutti gli orari sono UTC+9
| Data          | Ora (UTC+9) | Turno                 |
| ------------- | ----------- | --------------------- |
| 5 agosto 2021 | 15:30       | Scratch               |
| 5 agosto 2021 | 16:27       | Corsa a tempo         |
| 5 agosto 2021 | 17:07       | Corsa ad eliminazione |
| 5 agosto 2021 | 17:55       | Corsa a punti         |

## Regolamento
L'Omnium è una competizione individuale composta da quattro differenti prove: 
- lo scratch di 10 km (40 giri)
- la corsa tempo di 10 km (40 giri). Dopo i primi 5 giri, il vincitore di ogni giro guadagna un punto, ogni giro guadagnato, il ciclista guadagna 20 punti.
- la corsa a eliminazione. Ogni 2 giri, l'ultimo ciclista viene eliminato.
- la corsa a punti di 25 km (100 giri). Ogni 10 giri avviene uno sprint, i primi 4 ciclisti guadagnano (5/3/2/1), ogni giro che un ciclista guadagna sul gruppo guadagna 20 punti. Lo sprint finale porta il doppio dei punti.

La classifica finale viene stilata in base ai punti ottenuti dai ciclisti in ciascuna prova, al subtotale definito dalle prime tre prove vengono sommati i punti ottenuti nella corsa a punti conclusiva.
I ciclisti iscritti alla gara di omnium devono prendere parte a tutte le quattro prove, pena l'eliminazione dalla gara. Qualora un ciclista non completi una delle prove, gli vengono dedotti 40 punti. In caso di parità nel punteggio finale, è il miglior piazzamento nello sprint finale della corsa a punti a stabilire il vincitore.

## Risultati
| Atleta               | Nazione       | Scratch race | Scratch race | Corsa a tempo | Corsa a tempo | Corsa a eliminazione | Corsa a eliminazione | Corsa a punti | Corsa a punti | Punti totali | Classifica |
| Atleta               | Nazione       | Posizione    | Punti        | Posizione     | Punti         | Posizione            | Punti                | Punti         | Posizione     | Punti totali | Classifica |
| -------------------- | ------------- | ------------ | ------------ | ------------- | ------------- | -------------------- | -------------------- | ------------- | ------------- | ------------ | ---------- |
| Matthew Walls        | Gran Bretagna | 1°           | 40           | 3°            | 36            | 2°                   | 38                   | 39            | 5°            | 153          |            |
| Campbell Stewart     | Nuova Zelanda | 7°           | 28           | 12°           | 18            | 5°                   | 32                   | 51            | 1°            | 129          |            |
| Elia Viviani         | Italia        | 13°          | 16           | 8°            | 26            | 1°                   | 40                   | 42            | 4°            | 124          |            |
| Benjamin Thomas      | Francia       | 2°           | 38           | 2°            | 38            | 6°                   | 30                   | 12            | 10°           | 118          | 4°         |
| Niklas Larsen        | Danimarca     | 5°           | 32           | 6°            | 30            | 8°                   | 26                   | 25            | 6°            | 113          | 5°         |
| Jan-Willem van Schip | Paesi Bassi   | 3°           | 36           | 1°            | 40            | 4°                   | 34                   | 2             | 12°           | 112          | 6°         |
| Théry Schir          | Svizzera      | 9°           | 24           | 4°            | 34            | 3°                   | 36                   | 15            | 9°            | 109          | 7°         |
| Gavin Hoover         | Stati Uniti   | 10°          | 22           | 6°            | 32            | 11°                  | 20                   | 25            | 7°            | 99           | 8°         |
| Roger Kluge          | Germania      | 11°          | 18           | 10°           | 20            | 17°                  | 8                    | 45            | 3°            | 91           | 9°         |
| Albert Torres        | Spagna        | 15°          | 12           | 10°           | 22            | 7°                   | 28                   | 22            | 8°            | 84           | 10°        |
| Sam Welsford         | Australia     | 6°           | 30           | 13°           | 16            | 9°                   | 24                   | 9             | 11°           | 79           | 11°        |
| Jaŭheni Karalëk      | Bielorussia   | 18°          | 6            | 14°           | 14            | 18°                  | 6                    | 50            | 2°            | 76           | 12°        |
| Kenny De Ketele      | Belgio        | 11°          | 20           | 7°            | 28            | 10°                  | 22                   | 0             | 13°           | 70           | 13°        |
| Artyom Zakharov      | Kazakistan    | 4°           | 34           | 15°           | 12            | 13°                  | 16                   | 0             | 14°           | 62           | 14°        |
| Eiya Hashimoto       | Giappone      | 8°           | 26           | 16°           | 10            | 12°                  | 18                   | 0             | 15°           | 54           | 15°        |
| Szymon Sajnok        | Polonia       | 14°          | 14           | 9°            | 24            | 16°                  | 10                   | 0             | 16°           | 48           | 16°        |
| Mark Downey          | Irlanda       | 16°          | 10           | 19°           | 4             | 19°                  | 4                    | 0             | 17°           | 18           | 17°        |
| Andreas Müller       | Austria       | 19°          | 4            | 20°           | 2             | 20°                  | 2                    | 0             | 18°           | 8            | 18°        |
| David Maree          | Sudafrica     | 20°          | 2            | 18°           | 6             | 15°                  | 12                   | -37           | 19°           | -17          | 19°        |
| Christos Volikakis   | Grecia        | 17°          | 8            | 17°           | 8             | 14°                  | 14                   | ritirato      | ritirato      | ritirato     | ritirato   |